# Hilița
Hilița – wieś w Rumunii, w okręgu Jassy, w gminie Costuleni. W 2011 roku liczyła 694 mieszkańców.